# ヴィクトル・シコラ
ヴィクトル・タデウシュ・シコラ（フィクトル・シコーラ、Victor Tadeusz Sikora, 1978年4月11日- ）は、オランダ・デーフェンテル出身の元サッカー選手。元オランダ代表。現役時代のポジションはWG。

## 経歴

### クラブ
1994年にオランダ1部のゴー・アヘッド・イーグルスでプロキャリアを始めると、2部降格した1996-97シーズンから定位置を掴み、翌シーズンから2季連続で2桁得点を挙げ頭角を現す。その活躍から1部のフィテッセに引き抜かれると、すぐさま定位置を掴み、1部でも変わらず活躍し、マルク・オーフェルマルス2世に喩えられるまでになった。フィテッセでの成功した3季を過ごした後、イングランド1部のフラムFCと契約目前までいったが身体検査で不合格となり、最終的にフラムと獲得競争をしていたアヤックス・アムステルダムと契約を締結した。
アヤックスでは2002年と2004年にリーグ優勝、さらに前者ではヨハン・クライフ・スハールとKNVBカップでも優勝を経験。UEFAチャンピオンズリーグにも出場したが、個人レベルでは定位置を掴めず、2004-05シーズンにSCヘーレンフェーンと期限付き移籍で契約を締結した。NACブレダでの3季を経てFCダラスと完全移籍で契約を締結。その後、6週間のゲストプレイヤーとしてパース・グローリーFCと契約し、2009年に正式に1年契約を締結したが、同年10月に大怪我により離脱した。この怪我の影響から出場機会が限られたものとなり、2012年に現役引退した。

### 代表
2001年2月にトルコとの親善試合でオランダ代表初出場を飾り、2002年のアメリカ戦まで6試合に出場した。

### 私生活
趣味はゴルフと深海釣り。かつて自身が所属したNACブレダでテクニカルディレクターを務める元アメリカ代表のアーニー・スチュワートと交友関係にある。